# برنيك
برنيك (بالبلغارية: Перник)‏ هي مدينة تَقع شرق بلغاريا، تَبعُد 20 كم عن جنوب غرب العاصمة صوفيا. يَبلُغ عدد سُكانها 81,191 نسمة، وتُعتبر المدينة الأكثر عدد بالسكان في غرب بلغاريا بعد صوفيا. وهي عاصمة مقاطعة برنيك، وتَقع على ضّفتي نهر ستروما في وادي برنيك بين جبل غولو بردو وجبل فيتوشا وجبل ليولين.

## الموقع
موقع المدينة بين مقاطعات بلغاريا:

## المناخ
يظهر الجدول التالي التغييرات المناخية على مدار السنة لبرنيك:
| البيانات المناخية لـبرنيك         | البيانات المناخية لـبرنيك | البيانات المناخية لـبرنيك | البيانات المناخية لـبرنيك | البيانات المناخية لـبرنيك | البيانات المناخية لـبرنيك | البيانات المناخية لـبرنيك | البيانات المناخية لـبرنيك | البيانات المناخية لـبرنيك | البيانات المناخية لـبرنيك | البيانات المناخية لـبرنيك | البيانات المناخية لـبرنيك | البيانات المناخية لـبرنيك | البيانات المناخية لـبرنيك |
| الشهر                             | يناير                     | فبراير                    | مارس                      | أبريل                     | مايو                      | يونيو                     | يوليو                     | أغسطس                     | سبتمبر                    | أكتوبر                    | نوفمبر                    | ديسمبر                    | المعدل السنوي             |
| --------------------------------- | ------------------------- | ------------------------- | ------------------------- | ------------------------- | ------------------------- | ------------------------- | ------------------------- | ------------------------- | ------------------------- | ------------------------- | ------------------------- | ------------------------- | ------------------------- |
| الدرجة القصوى °م (°ف)             | 15.2 (59.4)               | 19.1 (66.4)               | 29 (84)                   | 30 (86)                   | 33.1 (91.6)               | 34.7 (94.5)               | 38.2 (100.8)              | 37.5 (99.5)               | 34.5 (94.1)               | 32.2 (90.0)               | 23.2 (73.8)               | 17.4 (63.3)               | 38.1 (100.6)              |
| متوسط درجة الحرارة الكبرى °م (°ف) | 4.0 (39.2)                | 5.6 (42.1)                | 11.1 (52.0)               | 17.2 (63.0)               | 22.5 (72.5)               | 26.5 (79.7)               | 29.3 (84.7)               | 29.5 (85.1)               | 24.0 (75.2)               | 18.3 (64.9)               | 11.8 (53.2)               | 4.7 (40.5)                | 17.2 (63.0)               |
| المتوسط اليومي °م (°ف)            | −0.8 (30.6)               | 1.0 (33.8)                | 5.4 (41.7)                | 11.2 (52.2)               | 16.0 (60.8)               | 20.0 (68.0)               | 22.5 (72.5)               | 22.5 (72.5)               | 17.8 (64.0)               | 12.0 (53.6)               | 6.9 (44.4)                | 0.7 (33.3)                | 11.3 (52.3)               |
| متوسط درجة الحرارة الصغرى °م (°ف) | −4.5 (23.9)               | −3.5 (25.7)               | 0.8 (33.4)                | 5.1 (41.2)                | 9.5 (49.1)                | 12.6 (54.7)               | 14.5 (58.1)               | 14.5 (58.1)               | 10.5 (50.9)               | 5.6 (42.1)                | 2.0 (35.6)                | −2.3 (27.9)               | 5.4 (41.7)                |
| أدنى درجة حرارة °م (°ف)           | −26.8 (−16.2)             | −26.5 (−15.7)             | −21.5 (−6.7)              | −6.4 (20.5)               | −3.6 (25.5)               | 1.7 (35.1)                | 3.5 (38.3)                | 3.5 (38.3)                | −3 (27)                   | −4.9 (23.2)               | −14.6 (5.7)               | −18.7 (−1.7)              | −26.8 (−16.2)             |
| الهطول مم (إنش)                   | 43 (1.7)                  | 37 (1.5)                  | 37 (1.5)                  | 53 (2.1)                  | 71 (2.8)                  | 77 (3.0)                  | 48 (1.9)                  | 39 (1.5)                  | 43 (1.7)                  | 52 (2.0)                  | 56 (2.2)                  | 48 (1.9)                  | 604 (23.8)                |
| المصدر: Stringmeteo               |                           |                           |                           |                           |                           |                           |                           |                           |                           |                           |                           |                           |                           |

## توأمة
لبرنيك اتفاقيات توأمة مع كل من:
- كافادارشي [6]
- كاندية
- لوبلين [7]
- أوفار [الإنجليزية]‏ (26 يوليو 1998 - )[8]
- ماغديبورغ
- لوزان
- إسكوبية
- كاين
- كارديف
- ميلانو
- Obrenovac [الإنجليزية]‏
- ليوبليانا
- سبليت
- باردوبيتسه (2008 - )[9]
- غراتس
- لاس فيغاس
- هوايان (10 أكتوبر 2011 - )[10]
- Pantelej [الإنجليزية]‏ [11]
- أوروسي [12]
- نيلوفر [13]
- روزايي [14]
- أورشا (2008 - )[15]
- لوهانسك [16]
- إيليكتروستال (أكتوبر 2004 - )[17]
- بالاشيكا [18]

## أعلام
- توميسلاف بافلوف
- كيريل إيفكوف
- إيفان إيفانوف
- جورجي ستانكوف
- فليزار ديميتروف